# 陈达 (1962年)

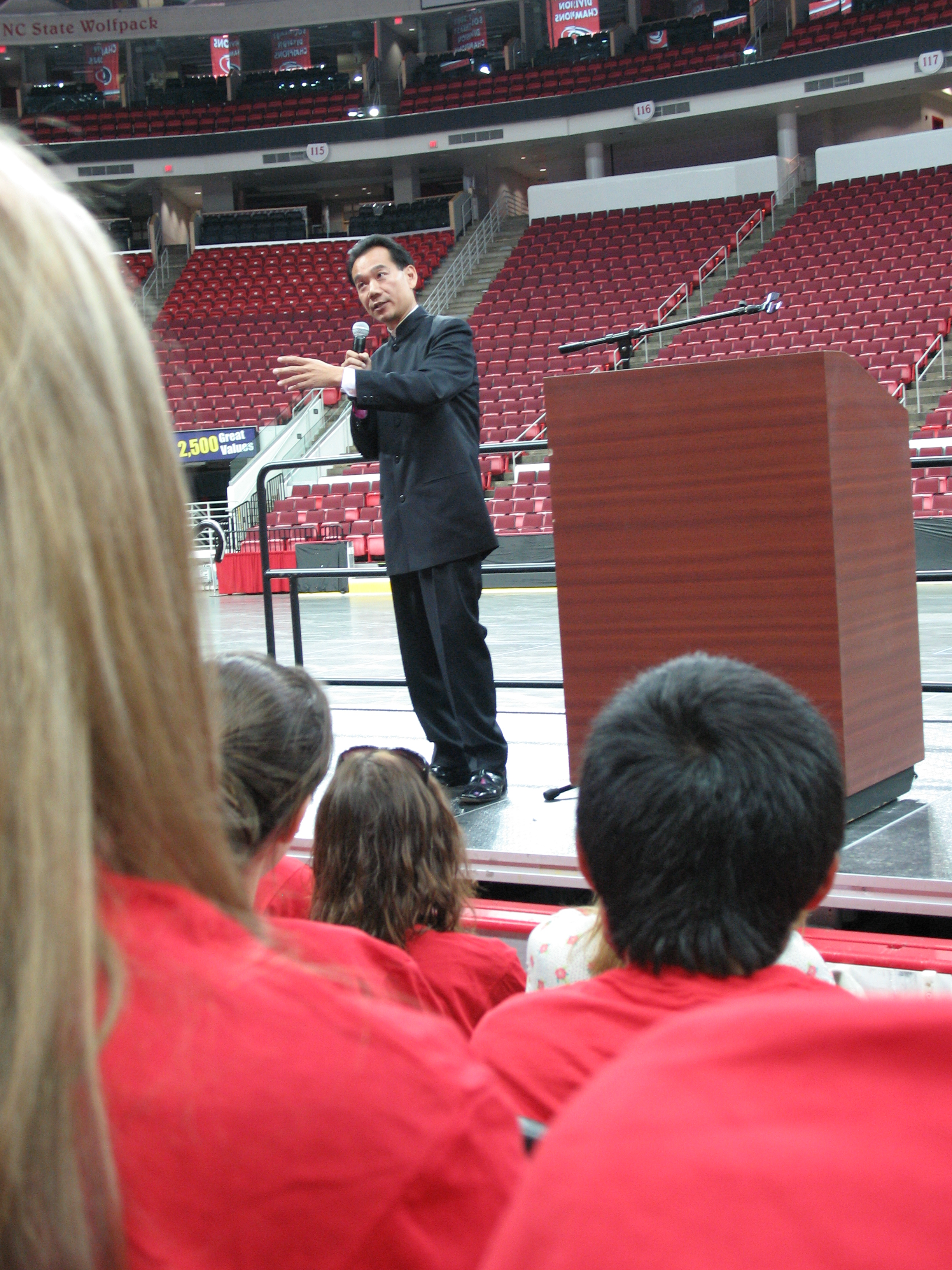
2007年在北卡罗来纳州立大学的演讲

陈达（1962年—2019年12月17日），男，福建莆田人，中国旅美作家。

## 生平
1962年生于福建省莆田市黄石镇。文革期间和家人一起遭到迫害。北京语言大学毕业后赴美。1990年毕业于哥伦比亚法学院。
第一部成人小说《兄弟手足》被《华盛顿邮报》评为2006年度最佳小说、《旧金山纪事报》2006年度知名小说、《迈阿密先驱报》2006年度知名小说、《出版人周刊》年度最佳书籍等殊荣。
2019年12月17日因肺癌在加利福尼亚州特曼库拉的家中离世，终年57岁。

## 作品
- Colors of the Mountain (1999)
- China's Son: Growing Up in the Cultural Revolution (2001)
- Sounds of the River: A Memoir (2002)
- Wandering Warrior (2003)
- Brothers (2006) 《兄弟手足》
- My Last Empress (2012)
- Girl Under a Red Moon (2019) 《红月少女》